# Problemlösungstechnik (Gruppe)
Eine Problemlösungstechnik oder ein entsprechendes -verfahren ist in der Sozialpsychologie ein wissenschaftlich definierter Weg, um in Gruppen innere Probleme zu lösen oder mit der Gruppe eine Aufgabe möglichst optimal zu bewältigen.
Bekannte Theorien sind:
- Social Facilitation
- Risikoschub-Phänomen
- Gruppendenken
- Nominal-Group-Technique (siehe auch Führungsstile)
- Brainstorming (umstritten als Problemlösungstechnik in Gruppen, nicht aber als Ideenfindung)

Daneben wurden weitere theoretische Ansätze mit je eigenen Methoden entwickelt. Beispielsweise  begann 1957 das Tavistock Institut in London, spezielle Verfahren von Problemlösungsstrategien für Gruppen zu entwickeln. Sie wurden später Leicesterkonferenzen genannt. Dieses Verfahren war unter anderem Grundlage der Nazareth-Konferenzen, die sich der Lösung von Gruppenkonflikten zwischen Deutschen und Israelis gewidmet hatten.